# Thomas A. Bickle

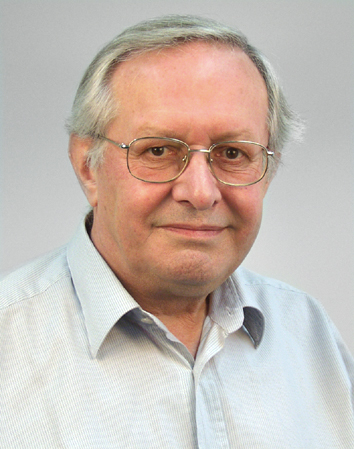
Thomas A. Bickle (2002)

Thomas Anthony Bickle (* 23. Dezember 1940 in Norfolk, England) ist ein britisch-schweizerischer Mikrobiologe.

## Leben
Thomas A. Bickle studierte an der Universität Genf Biologie. Er promovierte 1972 an der Universität Californien in Davis und war dort anschliessend als Assistent tätig. Seine Dissertation trug den Titel Studies on the Protein Composition of Ribosomes. Ein Jahr später kam er im Rahmen eines European Molecular Biology Organization long term Fellowships ans Biozentrum der Universität Basel. Hier wurde er 1980 zum ausserordentlichen und 1990 zum ordentlichen Professor für Mikrobiologie ernannt. Neben seiner Forschungs- und Lehrtätigkeit fungierte Bickle zudem als Obmann des Biozentrums und als Dekan der Naturwissenschaftlichen Fakultät. 2005 wurde er emeritiert.

## Wirken
Thomas A. Bickle forschte über die Wirkungsweise von bakteriellen DNA-Restriktions- und Modifikationssystemen. Diese Systeme schützen Bakterien vor dem Eindringen fremder DNA, frei vorliegend oder in bakteriellen Viren verpackt. Sogenannte Restriktionsenzyme (Endonukleasen) erkennen Fremd-DNA und inaktivieren diese durch endonukleolytische Spaltung. Bickle klärte in Escherichia coli den genauen Mechanismus auf, wie diese Enzyme zwischen eigener und fremder DNA unterscheiden. Er identifizierte DNA-Erkennungsstellen verschiedener Restriktionsenzyme und untersuchte deren Struktur. Zudem konnte er nachweisen, dass viele bakterielle Viren einen Abwehrmechanismus besitzen, der die Restriktion verhindert.

## Auszeichnungen
- 1980 gewähltes Mitglied der European Molecular Biology Organization EMBO
- 1985 Mitglied in der Schweizerischen Kommission für Molekularbiologie

## Publikationen (Auswahl)
- N. Spoerel, P. Herrlich, T.A. Bickle: A novel bacteriophage defense mechanism: the anti-restriction protein. In: Nature, 1979, 278, S. 30–34, PMID 763348
- N.E. Murray, J.A. Gough, B. Suri, T.A. Bickle: Structural homologies among type I restriction-modification systems. EMBO J., 1, 535-539., and, (1982). Structural homologies among type I restriction-modification systems. In: EMBO J., 1, S. 535–539, PMID 6329689.
- A. Meisel, T.A. Bickle, D.H. Krüger, C. Schroeder: Type III restriction enzymes need two inversely oriented recognition sites for DNA cleavage. In: Nature, 1992, 355, S. 467–469, PMID 1734285
- A. Meisel, P. Mackeldanz, T.A. Bickle, D.H. Krüger, C. Schroeder: Type III restriction endonucleases translocate DNA in a reaction driven by recognition site-specific ATP hydrolysis. In: EMBO J., 1995, 14, S. 2958–2966, PMID 7796821
- D. Panne, S.A. Müller, S. Wirtz, A. Engel, T.A. Bickle: The McrBC restriction endonuclease assembles into a ring structure in the presence of G nucleotides. In: EMBO J., 2001, 20, S. 3210–3217, PMID 11406597